# أنور معاوية
أنور معاوية إسماعيل بك بن عبدي بك بن علي بك الكبير أحد الشخصيات اليزيدية الشهيرة بالعراق وهو أمير اليزيديين في العراق، وهو أيضا رئيس مجلس رئاسة الطائفة اليزيدية.

## سيرته الذاتية
أنور معاوية هو أمير الديانة اليزيدية في العراق والعالم، ولد الأمير في بغداد عام 1968 وعاش طفولته بين بغداد والموصل.
درس القانون في بغداد في كلية التراث الجامعة، وهو واحد من تسعة أخوة وقد جعله والده الأمير معاوية إسماعيل بك مقربا منه وأشركه في نشاطاته وزياراته الدبلوماسية إلى الكثير من الدول العربية والأجنبية، ومن خلال هذا أصبح ملما بأمور الملة اليزيدية، واختاره والده عام 1991 وليا لعهده.
بدأ الأمير أنور في العديد من المؤتمرات منها مؤتمر نيويورك عام 1999 ومؤتمر أمستردام ومؤتمر 2003 ومؤتمر الوحدة الوطنية في بغداد 2005 ومؤتمر المنظمات والجمعيات المعارضة للحرب على العراق في برلين 2008 والقى الكثير من المحاضرات لتوضيح صورة الطائفة اليزيدية في ألمانيا والسويد وهولندا وسويسرا.
أسس معاوية ثاني جمعية بعد والده في ألمانيا عام 1992 باسم (رئاسة الطائفة اليزيدية في بون).

## أعماله
وللأمير أنور مؤلفات عدة منها:
- اليزيدية تاريخ عقيدة مجتمع، حصل معاوية على شهادة دبلوم عالي للأبحاث التاريخية من المعهد الملكي في السويد بسبب كتابه هذا
- كتاب جدل الهويات، وهو بمشاركة مع خمس مؤلفين عراقيين

وأشرف على كتاب:
- اليزيدية في موزبوتامية

وبعد الغزو الأمريكي على العراق، بدأت أكثر الصحف اليزيدية تعمل لصالح بعض الأحزاب الكردستانية، فقام الأمير أنور بإنشاء صحيفة اليزيدية، وللأمير أنور الكثير من المقالات والمقابلات في الصحف العالمية والتلفزيون.

## من آرائه
لمعاوية موقف واضح منذ البداية لم يقبل بالغزو الأمريكي ودائما موقفه مع وحدة العراق.
ويرى أنّ اليزيديین ليسوا كرداً.